# Klaus M. Schmidt
Klaus Martin Schmidt (* 16. Juni 1961 in Koblenz) ist ein deutscher Wirtschaftswissenschaftler und Hochschullehrer. Er ist seit 1995 Professor für VWL an der LMU München. Schmidt forscht insbesondere zu sozialen Präferenzen, einem Untergebiet der Spieltheorie, und gilt als Begründer der verhaltensbasierten Vertragstheorie.
2017 erhielt Schmidt das Bundesverdienstkreuz 1. Klasse in Anerkennung seiner Forschung.

## Leben
Klaus Schmidt studierte als Stipendiat der Studienstiftung des deutschen Volkes VWL mit Nebenfach Mathematik und Politologie an der Universität Hamburg, welches er beides 1987 mit einem Diplom abschloss. 1991 promovierte er an der Universität Bonn zum Doktor der Staats- und Wirtschaftswissenschaften (Dr. rer. pol.). Für seine Dissertation erhielt er den Walter-Adolf-Jöhr-Preis für die beste Doktorarbeit. 1995 erhielt er dort auch seine Habilitation in Ökonomie.
Nach seiner Habilitation wechselte er als Professor ans Seminar für Wirtschaftstheorie der LMU München. Von 2002 bis 2004 stand er der wirtschaftswissenschaftlichen Fakultät vor. Schmidt war zeitweise Gastprofessor an der
- Harvard University (2013)
- University of California at Berkeley (2009)
- Yale University (2004–2005)
- Stanford University (2000)
- Massachusetts Institute of Technology (1992)

Klaus Schmidt ist Mitglied im
- Wissenschaftlichen Beirat beim Bundeswirtschaftsministerium
- Economic Advisory Group on Competition Policy (EAGCP)
- Scientific Council of the Social Science Research Center
- Council of the European Economic Association

## Familie
Klaus Schmidt ist mit der Wirtschaftswissenschaftlerin Monika Schnitzer verheiratet und hat drei Töchter.

## Ehrungen
- 2017: Bundesverdienstkreuz 1. Klasse[2]
- 2001: Gossen-Preis des Vereins für Socialpolitik[4]

## Veröffentlichungen (Auswahl)
- mt Ernst Fehr, Alexander Klein: Fairness and Contract Design. In: Econometrica. Band 75, Nummer 1, 2007, S. 121–154, JSTOR:4123110.
- Convertible Securities and Venture Capital Finance In: Journal of Finance. Band 58, Nummer 3, 2003, S. 1139–1166, JSTOR:3094575.
- mt Ernst Fehr: A Theory of Fairness, Competition and Cooperation. In: Quarterly Journal of Economics. Band 114, Nummer 3, 1999, S. 817–868, JSTOR:2586885.
- Managerial Incentives and Product Market Competition. In: Review of Economic Studies. Band 64, Nummer 2, 1997, S. 191–214, JSTOR:2971709.
- Georg Nöldeke: Option Contracts and Renegotiation: A Solution to the Hold-Up Problem. In: The RAND Journal of Economics. Band 26, Nummer 2, 1995, S. 163–179, JSTOR:2555911.